# Gerhard Augustin

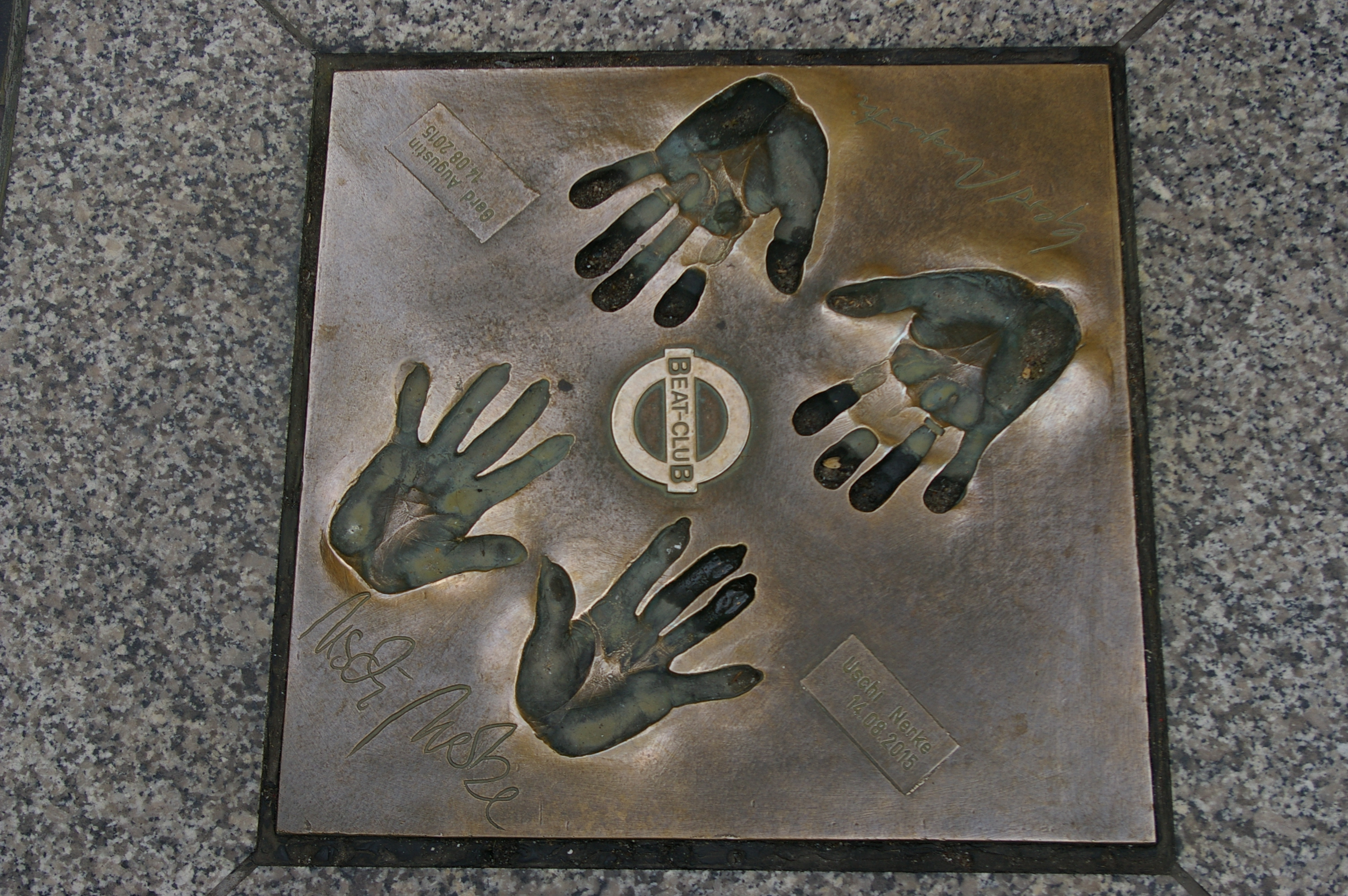
Handabdruck von Uschi Nerke und Gerd Augustin in der Lloyd-Passage Bremen

Gerhard „Gerd“ Augustin (* 7. September 1941 in Hagen im Bremischen; † 17. März 2021 in Bremen) war ein deutscher Musikproduzent und Autor. Er war einer der ersten Discjockeys in Deutschland und zeitweise Manager und Produzent von Ike und Tina Turner und Amr Diab. Bei Radio Bremen entwickelte er ab Mitte 1965 das Konzept für den Beat-Club, eine Musiksendung, die von Radio Bremen produziert und bis 1972 ausgestrahlt wurde. Es war die erste Musiksendung mit englischsprachigen Interpreten im deutschen Fernsehen, die speziell für Jugendliche konzipiert war. Zusammen mit Uschi Nerke moderierte er die ersten acht Folgen der Sendung.
Vorher hatte Augustin seit Dezember 1963 als einer der ersten deutschen DJs im Bremer „Twen Club“ Erfahrungen gesammelt.
Ab 1978 produzierte er Alben und Soundtracks der Band Popol Vuh, einer deutschen Krautrock-Formation, die von 1970 bis 2001 bestand.
1989 entdeckte er den Künstler Amr Diab für den europäischen Musikmarkt. Dieser gilt inzwischen als einer der erfolgreichsten Sänger der arabischen Welt.

## Ehrungen
- Mall of Fame in Bremen zusammen mit Uschi Nerke (* 1944) als Duo auf einer Platte (11. September 2015)[5]

## Veröffentlichungen
- mit Nikolaus Gatter: Tina Turner. Lübbe, Bergisch Gladbach 1986, ISBN 3-404-61100-4
- Die Beat-Jahre. Musik im Deutschland der Sechziger Jahre. Goldmann, München [1988], ISBN 3-442-21017-8
- mit Olaf Kübler: Klartext – Voll daneben. Autobiografie über Olaf Kübler. Humbach & Nemazal, Pfaffenhofen 1996, ISBN 3-9805521-2-8.
  - Zweite Auflage unter dem Titel: Sax oder nie! Die Bekenntnisse des Johnny Controlletti. Panama Publ., Hannover 2007, ISBN 978-3-936732-03-0.
- Pyramidon. Bremen 1999, ISBN 3-929542-16-1
- Gerhard Augustin, der Pate des Krautrock. Ein Zeitzeuge erinnert sich ... Autobiographie. Bosworth-Ed., Berlin 2005, ISBN 3-86543-050-3[6]